# Emma White
Emma White (Duanesburg, 23 de agosto de 1997) es una deportista estadounidense que compitió en ciclismo en las modalidades de pista y ruta.
Participó en los Juegos Olímpicos de Tokio 2020, obteniendo una medalla de bronce en la prueba de persecución por equipos (junto con Megan Jastrab, Jennifer Valente y Chloé Dygert).
Ganó una medalla de oro en el Campeonato Mundial de Ciclismo en Pista de 2020, en la misma prueba. A finales de 2021 se retiró de la competición.

## Medallero internacional
| Juegos Olímpicos   | Juegos Olímpicos  | Juegos Olímpicos  | Juegos Olímpicos        |
| Año                | Lugar             | Medalla           | Competición             |
| ------------------ | ----------------- | ----------------- | ----------------------- |
| 2020               | Tokio (Japón)     | Medalla de bronce | Persecución por equipos |
| Campeonato Mundial |                   |                   |                         |
| Año                | Lugar             | Medalla           | Competición             |
| 2020               | Berlín (Alemania) | Medalla de oro    | Persecución por equipos |

## Palmarés
2017
- 1 etapa del Tour de Gila

2018
- 1 etapa del Tour de Gila
- 3.ª en el Campeonato de Estados Unidos Contrarreloj
- 3.ª en el Campeonato de Estados Unidos en Ruta

2019
- 3.ª en el Campeonato de Estados Unidos en Ruta